# Movimento della milizia degli Stati Uniti

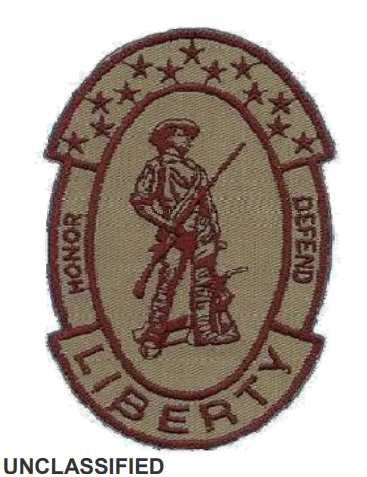
Gli estremisti del movimento della milizia hanno cooptato diversi simboli comuni che rappresentano il patriottismo statunitense e la rivoluzione americana. Uno dei simboli più diffusi include un minuteman che impugna un fucile con le parole: "onore", "difendere" e "libertà".

Il termine movimento della milizia è utilizzato dalle forze dell'ordine e dagli analisti della sicurezza per indicare una serie di organizzazioni private statunitensi che includono elementi paramilitari o simili. Questi gruppi sono soliti a identificarsi come "la Milizia", "la milizia disorganizzata" oppure la "milizia costituzionale".
Per via della natura decentralizzata del movimento, le formazioni di miliziani possono variare nell'ideologia e negli obiettivi. Generalmente non è un movimento suprematista bianco, ma dagli anni 2000 ha manifestato una significativa ostilità verso immigrati e musulmani in risposta agli anni del terrore. L'Anti-Defamation League (ADL) ha rilevato che alcune milizie hanno ai vertici persone di colore. Questo non esime completamente il movimento della milizia dal razzismo o dai pregiudizi, ma indica che esso è distinto dai movimenti suprematisti bianchi come i neonazisti, i gruppi del Ku Klux Klan e l'alt-right.

## Storia del movimento

### I precursori

#### XVIII –  XIX secolo

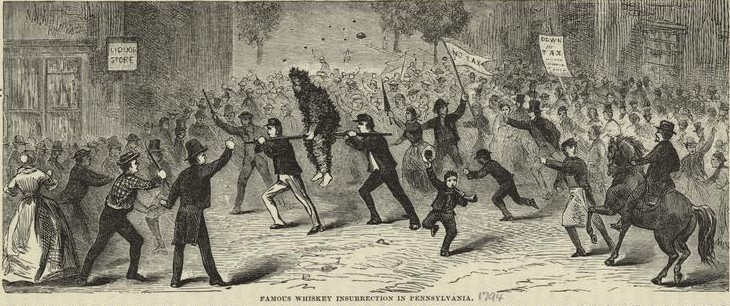
Illustrazione del 1880 di un esattore delle tasse incatramato e piumato durante la Whiskey Rebellion.

La violenza politica come resistenza percepita contro la prevaricazione del governo dopo la costituzione degli Stati Uniti d'America è spesso considerata un'antesignana del movimento della milizia. Tra il 1780 e il 1800, ci furono tre principali episodi di ribellione armata: la Ribellione di Shays, la Whiskey Rebellion e la Ribellione di Fries, scaturite dai tentativi del nuovo governo federale di riscuotere le tasse.
Un altro parallelismo diffuso è quello con gli eventi di natura razziale, ma molti appartenenti al movimento della milizia rifiutano di riconoscere la violenza razziale come precursore del loro movimento, negando analogie con la repressione delle ribellioni di schiavi e il mantenimento delle gerarchie razziali durante l'era di Jim Crow. In loro difesa, affermano di non essere razzisti, un'affermazione che in alcuni casi può avere fondamento e in altri no. Molti di loro preferiscono rivendicare la violenza di John Brown, che nel 1859 tentò di impadronirsi dell'armeria federale di Harpers Ferry, in Virginia, sperando di scatenare una ribellione armata contro la schiavitù.

#### XX secolo
La storia degli Stati Uniti del XX secolo include numerosi esempi di attività paramilitare che possono essere considerati precursori del movimento della milizia moderna. Tra i più noti del XX secolo vi sono i gruppi paramilitari del potere bianco (dagli anni '30 fino agli anni '70), alcuni gruppi nel movimento separatista del potere nero negli anni '60 e l'organizzazione anticomunista "Minutemen" di Robert DePugh nata durante la Guerra Fredda. Quest'ultima vide la maggior parte dei suoi membri reclutati nella Secret Army Organization (SAO), un gruppo che, secondo quanto denunciato dall'American Civil Liberties Union (ACLU) il 26 giugno 1975, fu in gran parte creato e gestito dalla FBI come parte del programma di controspionaggio illegale COINTELPRO.
Lo storico Mark Pitcavage sostiene che il movimento della milizia abbia ereditato in particolare le tradizioni del Posse Comitatus degli anni '60. Pitcavage definisce il movimento della milizia come un movimento di destra che "ha ereditato le tradizioni paramilitari dei gruppi precedenti, in particolare il Posse Comitatus, caratterizzato per il suo orientamento cospiratorio e antigovernativo". Un intervistato del ricercatore Steven M. Chermak dichiarò che:

### L'esordio: la prima onda

#### Anni '90 e 2000

##### Le milizie e i primi episodi di violenza

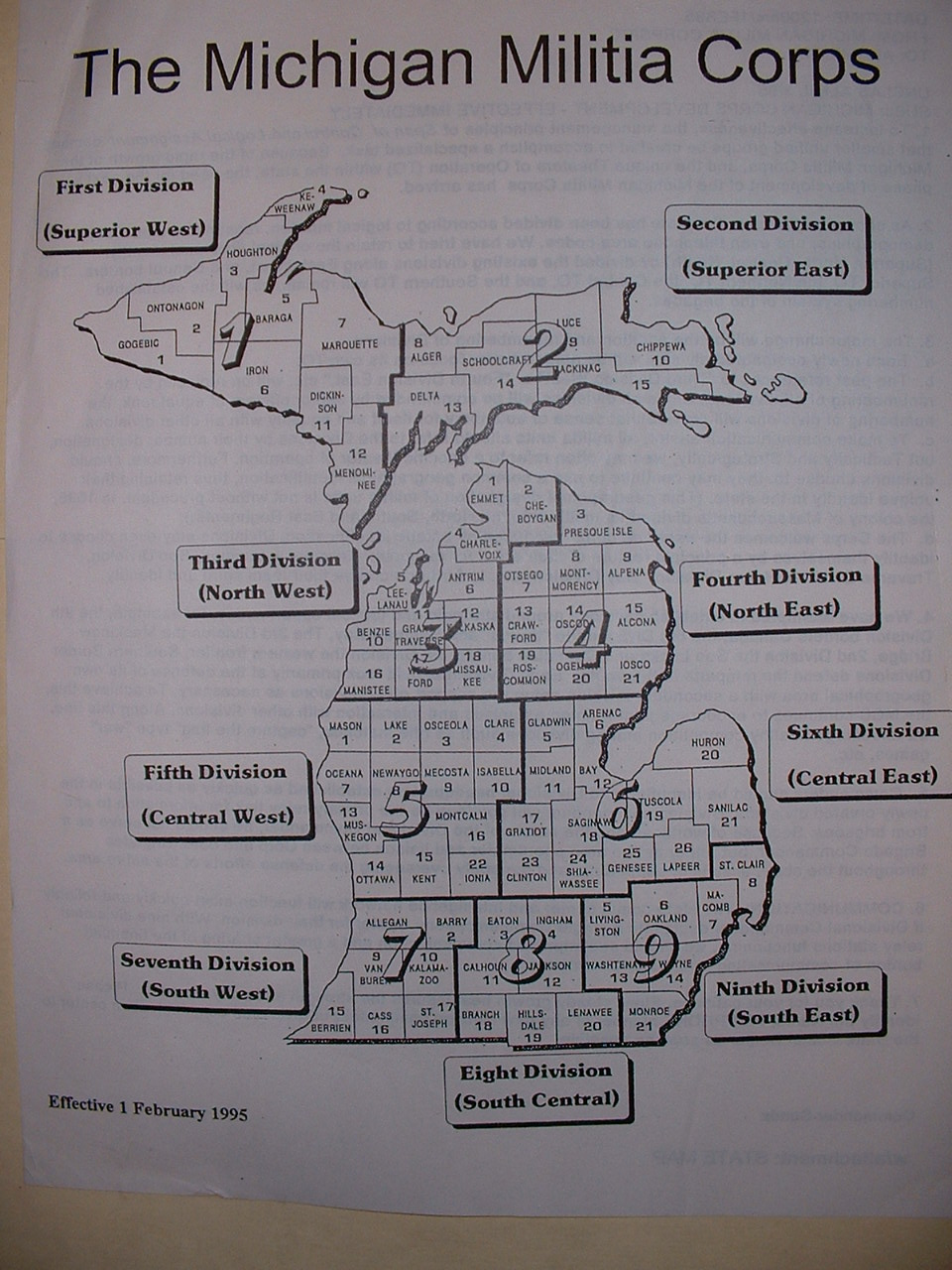
Divisioni e brigate della Milizia del Michigan nel 1995.

Il 29 aprile 1994, ventotto residenti del Michigan fondarono la Milizia Regionale del Michigan Settentrionale (NMRM; Northern Michigan Regional Militia), una milizia privata sotto la guida di Norman Olson e Ray Southwell. Questo gruppo era aperto a individui di qualsiasi razza o credo che condividessero gli ideali della milizia, il cui scopo principale era difendere il diritto dei cittadini di armarsi per proteggere la propria libertà, rifacendosi ai minutemen della Rivoluzione Americana. I comandanti della Milizia del Michigan erano per lo più veterani delle forze armate statunitensi, come Lynn VanHuizen, Tom Wayne e Olson stesso. Erano noti per rispondere in modo estremo a qualsiasi limitazione del secondo emendamento, tanto che nel 1998, dopo che tre membri del gruppo intenti a "sorvegliare le forze dell'ordine" furono fermati dalla polizia con conseguente sequestro del loro equipaggiamento militare, il gruppo reagì inviando 50 miliziani al tribunale –  al posto dei tre sotto accusa – minacciando di sparare a qualsiasi poliziotto che avesse ostacolato l'attività della milizia.
Il movimento della milizia guadagnò seguito nel 1994 in risposta alla percezione di azioni violente da parte del governo statunitense, come evidenziato dagli eventi di Ruby Ridge (1992) e Waco (1993).  I membri temevano un governo sempre più oppressivo e l'applicazione violenta delle leggi sul controllo delle armi. Secondo lo storico Robert H. Churchill, il fulcro del movimento era il diritto di impiegare la forza armata contro politiche governative considerate minacciose. Gli assedi di Ruby Ridge e Waco avevano rafforzato questa percezione, facendo sentire molti membri come potenziali vittime di future repressioni governative.
L'attentato di Oklahoma City del 19 aprile 1995, avvenuto nel secondo anniversario dell'assedio di Waco, portò il movimento della milizia sotto i riflettori nazionali. Timothy McVeigh, associato alla Milizia del Michigan, era noto per aver frequentato alcune delle loro riunioni prima dell'attentato. Per questo i rappresentanti delle milizie, tra cui Norman Olson (Michigan Militia), James Johnson (Ohio Unorganized Militia) e John E. Trochman e Bob Fletcher (Militia of Montana), vennero chiamati a testimoniare sul movimento della milizia davanti alla Sottocommissione giudiziaria del Senato degli Stati Uniti per il terrorismo, la tecnologia e la sicurezza interna.
Secondo il Decimo Emendamento, il potere ultimo sulla milizia non è delegato al governo federale dalla Costituzione né agli Stati, ma risiede nel popolo. Di conseguenza, il potere della milizia rimane nelle mani del popolo. Ancora una volta, la funzione fondamentale della milizia nella società rimane al popolo. Pertanto, il Secondo Emendamento riconosce che l'esistenza della milizia e la sicurezza dello Stato risiedono in ultima analisi nel popolo che offre volontariamente le proprie persone per costituire la milizia e le proprie armi per fornire la sua potenza di fuoco. La difesa primaria dello Stato è affidata alla milizia cittadina che porta le proprie armi. Fondamentalmente, non è lo Stato a difendere il popolo, ma il popolo a difendere lo Stato.»
(Parte della testimonianza di Norman Olson alla Sottocommissione del Senato degli Stati Uniti per la lotta al terrorismo, 15 giugno 1995.)

##### Le tensioni interne dopo l'Attentato di Oklahoma City
Dopo l'attentato, emersero tensioni interne che portarono alla divisione del movimento in due correnti principali tra il maggio 1995 e la fine del 1997: i cosiddetti "costituzionalisti", guidati da John Trochman, e i "cristiani millenaristi", rappresentati da Norman Olson. Un'ala della corrente costituzionalista guidata da Mike Vanderboegh rispose promulgando un documento noto come la "Alabama Declaration", che enfatizzava il rifiuto del razzismo e dichiarava la difesa dei diritti civili, condannando il terrorismo e altre forme di violenza. La dichiarazione era una sorta di manifesto di quello che viene definito come "movimento della milizia costituzionale" firmato dai rappresentanti delle varie milizie nazionali.
Venne fatta circolare nella Tri-States Militia Network e approvata da Mike Vanderboegh, esponente della Milizia dell'Alabama, dichiarava il netto rifiuto di ogni forma di discriminazione razziale o religiosa. Inoltre, il documento criticava figure come Timothy McVeigh e Terry Nichols, accusati di cospirare per sostituire la Repubblica Americana con un regime nazista. Prima dell'attentato, McVeigh aveva interagito frequentemente con vari gruppi estremisti e sarebbe stato altrettanto corretto etichettarlo come neonazista visti suoi legami con il Ku Klux Klan o l'Esercito Repubblicano Ariano. Tuttavia, secondo il ricercatore Steven Chermak, i mass media cercarono di associarlo al movimento della milizia (nonostante non fosse membro di alcuna milizia) per influenzare in modo negativo l'opinione pubblica.
La rete comunicativa della Tri-States Militia Network, fondata da John Parsons con il sostegno finanziario della FBI, segnalava regolarmente alle autorità le minacce di attacchi terroristici interni; si dissolse nell'aprile 1996 dopo che i finanziamente vennero rivelati nel caso di Willie Ray Lampley.
Le dispute interne sul razzismo causarono una lotta per l'egemonia del movimento tra razzisti (che non facevano parte del movimento all'inizio) e non razzisti, soprattutto dopo che Norman Olson della Milizia del Michigan decise che qualsiasi persona che avesse usato il termine "ebreo" con accezione negativa sarebbe stata espulsa.  Nolson era ufficialmente antirazzista, ma utilizzava termini derivati dal gruppo razzista degli Identity Christians, come "new confederacy" per indicare un nuovo governo teocratico volto a rimpiazzare il governo federale, considerato dagli aderenti della "Identity Christianity" come troppo favorevole agli afroamericani. Il suo rifiuto al razzismo venne messo in dubbio anche perché incontrò in segreto un leader neonazista dalla Germania.
Una delle realtà più piccole tra le milizie razziste era rappresentata dalla Milizia del Montana. L'organizzazione si formò dai resti di United Citizens for Justice alla fine del 1992, in risposta allo stallo durante l'assedio di Ruby Ridge, in Idaho. Questa non era una vera organizzazione paramilitare, ma piuttosto un editore, tanto da guadagnarsi il soprannome di "Mail Order Militia". In qualità di fondatore, Tronchman ricavava ingenti profitti vendendo testi survivalisti che promuovevano teorie della cospirazione, diventate poi famose, come l'invasione degli Stati Uniti da parte delle Nazioni Unite (il Nuovo Ordine Mondiale) e i campi di concentramento della FEMA. La Milizia del Montana si dissolse quasi del tutto dopo che la minaccia del millennium bug si rilevò essere una bufala.
La United States Militia Association (USMA) si distanziò dai suprematisti bianchi rifiutando le politiche basate su fattori razziali, condannando Spotlight, la pubblicazione dell'antisemita Liberty Lobby e la Militia of Montana. Samuel Sherwood, il fondatore della USMA, rifiutava le teorie del complotto e considerava i "Protocolli dei Savi di Sion" una frode progettata per promuovere la persecuzione degli ebrei. Egli sosteneva che il male si fosse diffuso nel mondo non per colpa di un piano segreto di un ristretto gruppo di individui, ma a causa di un generale deterioramento della moralità. Sherwood era critico nei confronti di John Trochmann, affermando: «So che [John Trochmann] è un razzista perché mi ha detto di esserlo. Sarebbe felice di arruolare quell'uomo di colore quando cominceranno le riprese, vi garantisco che gli darà un posto in prima fila.» La USMA si distingueva per essere meno radicale rispetto ad altre milizie. Ad esempio, la sua politica imponeva alle unità USMA di esercitarsi al tiro a segno solo presso poligoni ufficiali e sotto la supervisione di istruttori. Tuttavia, per evitare che i membri della milizia si trovassero "impreparati", l'organizzazione pubblicizzava nella sua newsletter la vendita di uniformi, zaini militari italiani e stivali da campo.

##### Gli scontri con l'ATF e la FBI

###### La "Justus Township" e i Montana Freemen
Nel marzo 1996, agenti dell'FBI e di altre forze di polizia circondarono il complesso di 390 ettari (960 acri) noto come "Justus Township" appartenente ai Montana Freemen, un gruppo intento a secedere dagli Stati Uniti. I Freemen erano un gruppo di cittadini sovrani che abbracciava elementi dell'ideologia della "Identity Christianity", aderiva alle teorie legali delle corti del common law e rifiutava la legittimità della Federal Reserve. Il legislatore del Montana Carl Ohs funse da mediatore durante lo stallo. Anche Randy Weaver (uno degli assediati a Ruby Ridge) e Bo Gritz (negoziatore civile a Ruby Ridge) tentarono di dialogare con il gruppo, ma abbandonarono per frustrazione, così come fece il senatore del Colorado Charlie Duke nei suoi tentativi di negoziazione. La svolta arrivò quando i leader dell'estrema destra decisero di abbandonare il gruppo al suo destino. Dopo uno stallo di 81 giorni, il gruppo si arrese pacificamente e 14 dei Freemen furono accusati di reati penali legati alla circolazione di milioni di dollari in assegni falsi e alla minaccia di morte di un giudice federale. La risoluzione pacifica di questo e di altri stalli successivi a Ruby Ridge e Waco è stata attribuita da alcuni alla creazione del Gruppo di Risposta agli Incidenti Critici (CIRG; Critical Incident Response Group) presso il Dipartimento di Giustizia degli Stati Uniti nel 1994.

###### Viper Militia

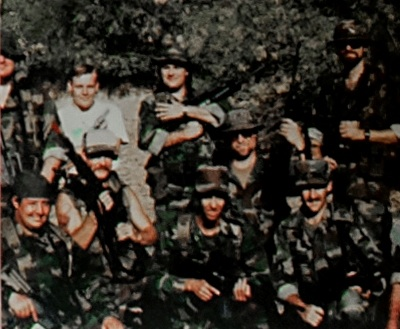
Paramilitari della Viper Militia.

Nel luglio del 1996, dopo sei mesi di indagini sotto copertura, l'ATF arrestò 12 membri della Viper Militia e sequestrò un grande quantitativo di armi, esplosivi e materiali per fabbricare bombe, inclusi 50 mitragliatrici, 1.200 libbre di nitrato di ammonio e migliaia di munizioni. I membri della milizia erano coinvolti in esercitazioni tattiche nel deserto dell'Arizona e in attività di addestramento all'uso di esplosivi e armi da fuoco. La Viper Militia non rappresentava un'immediata minaccia di attacco, ma il loro discorso pericoloso e le attività di addestramento all'uso di esplosivi e armi furono sufficienti per attirare l'attenzione delle autorità federali. Alcuni membri del gruppo erano anche coinvolti in politica, ma le loro azioni furono interpretate come preparativi per resistere a qualsiasi tentativo governativo di disarmare la popolazione.

###### North American Militia
Nel 1996, i membri della NAM avevano pianificato di scatenare una rivolta nazionale delle milizie attraverso l'assassinio di funzionari governativi e attacchi a infrastrutture nel Michigan. Per finanziare le loro attività, intendevano rapinare trafficanti di narcotici o distribuire droghe. Un agente sotto copertura dell'ATF (Bureau of Alcohol, Tobacco, Firearms and Explosives) infiltrò il gruppo e scoprì che stavano fabbricando esplosivi fatti in casa e accumulando armi, inclusi mitragliatrici calibro .50 e bombe artigianali. Nel 1997, le forze dell'ordine eseguirono mandati di perquisizione e arresto contro i leader della NAM, sequestrando numerose armi e materiali per la fabbricazione di bombe. Quattro membri furono successivamente condannati per reati federali, tra cui il possesso di dispositivi distruttivi e violazioni legate ai narcotici, con pene che variavano da cinque a cinquanta anni di prigione.

##### Il crollo delle milizie

Trend annuale delle milizie e dei gruppi del Patriot Movement dal 1994 al 2002.

I ricercatori definiscono il periodo della presidenza di George W. Bush, come gli "anni di tranquillità" del movimento della milizia, caratterizzato da una scarsa ostilità verso le autorità federali, visto che i miliziani si focalizzarono sul problema del terrorismo internazionale, soprattutto dopo gli attentati dell'11 settembre 2001. Il sostegno della destra politica a Bush portò a un crollo nel numero delle milizie, che passò da un massimo di 858 nel 1996 a soli 143 nel 2002, rimanendo sotto i 200 fino al 2009.

### Il ritorno delle milizie durante la presidenza di Barack Obama: la seconda onda
L'inizio della campagna di Barack Obama portò alla rinascita del movimento, all'incirca nello stesso periodo della formazione del Tea Party. In questo periodo nacquerò due nuovi gruppi: i Three Percenters nel novembre del 2008 e gli Oath Keepers il 19 aprile 2009. Il primo era guidato da Mike Vanderboegh che inaugurò il suo blog Sipsey Street Irregulars, il secondo gruppo era guidato da Stewart Rhodes motivato dalla preoccupazione per alcuni aspetti della guerra al terrismo. Questo temeva che il governo federale avrebbe potuto utilizzare i mezzi impiegati contro il terrorismo all'estero per combattere i dissidenti negli Stati Uniti.
Le principali azioni dei due gruppi includono lo stallo di Bundy in Nevada nel 2014, in supporto all'allevatore Cliven Bundy, che si era rifiutato per anni di pagare le tasse per far pascolare il suo bestiame sui terreni federali, e l'occupazione del Malheur National Wildlife Refuge. Inoltre, fornirono sicurezza armata ai centri di reclutamento delle riserve, principalmente perché a coloro che lavorano in questi centri non è consentito portare armi. Questa loro misura venne adottata dopo che, nel luglio 2015, un americano di origine kuwaitiana uccise cinque membri dell'esercito in un centro di reclutamento e in un centro di riserva della Marina a Chattanooga, nel Tennessee.

### L'impatto in politica durante la presidenza di Donald Trump: la terza onda
Dopo la vittoria di Trump nel 2016 su Hillary Clinton, il movimento divenne fortemente trumpista, islamofobo e nativista. Appena eletto Trump gli Oath Keepers si preparavano per difendere gli Stati Uniti dai "comunisti" che "volevano rovesciare il governo prima dell'Inauguration Day". Nell'estate 2020, con l'aumento degli scontri Black Lives Matter e Antifa Stewart Rhodes ha chiesto al Presidente Trump di dichiarare i due gruppi "organizzazioni terroristiche internazionali", definendoli "insurgenti comunisti". Alcune milizie tentarono di assassinare alcuni opponenti politici del Partito Democratico. Il sostegno estremo per Donald Trump è sfociato nell'assalto al Campidoglio del 6 gennaio 2021, a cui hanno partecipati alcuni elementi dei Three Percenters, gli Oath Keepers, la Ohio State Regular Militia e i Last Sons of Liberty che erano intenti ad impedire al Congresso di certificare formalmente la vittoria di Biden.

## Studi sul movimento nel dettaglio

### Definizione
Secondo Social Issues in America: An Encyclopedia (2015) di James Ciment, il movimento della milizia è:

### Orientamento ideologico
Le credenze all'interno del movimento della milizia comprendono una combinazione di ideologie e posizioni comuni a vari gruppi, tra cui il movimento dei cittadini sovrani, il movimento di protesta fiscale degli anni '60, la John Birch Society, il movimento del Tea Party e, dal 2016, il trumpismo. Queste credenze spesso ruotano attorno a sentimenti anti-governativi, all'opposizione verso le percepite violazioni dei diritti individuali e alla diffidenza verso le istituzioni consolidate. Il movimento della milizia ha attirato l'attenzione per la sua difesa della resistenza armata e il suo coinvolgimento in episodi controversi, come scontri con le forze dell'ordine, ma non tutti coloro che si identificano con il movimento della milizia condividono le stesse credenze o partecipano ad attività illegali.
Sebbene le milizie varino nelle loro ideologie e obiettivi, con molte organizzazioni di alto profilo che promuovono posizioni anti-tasse, anti-immigrazione, survivaliste, dei cittadini sovrani, libertarie di destra e difensive della proprietà terriera, condividono generalmente la convinzione comune nell'imminente o attuale ascesa di un governo socialista globale tirannico negli Stati Uniti, che, secondo loro, deve essere affrontato con la forza armata. Questo governo tirannico è collegato alla teoria del complotto del Nuovo Ordine Mondiale ed è identificato dai miliziani con il nome della cospirazione omonima.

### Classificazioni

#### Analisi delle diverse fazioni
Il movimento della milizia degli anni '90 era guidato dalla convinzione di doversi proteggere da un governo oppressivo. Per spiegare la legittimità di questo movimento, i membri della milizia si rifacevano a idee sulla violenza politica che affondavano le loro radici nel XVIII secolo. Essi sostenevano che la violenza politica popolare fosse una risposta legittima alla negazione di alcuni diritti fondamentali da parte degli agenti del governo e che il monopolio statale sulla violenza potesse portare a una maggiore violenza. Per sostenere queste affermazioni, il movimento della milizia si appellava ai lasciti intellettuali più radicali della Rivoluzione americana, che sostenevano il dovere di tutti gli uomini liberi di riunirsi in una milizia dell'intera comunità e di annullare qualsiasi atto oppressivo commesso dal governo, se necessario con la forza armata. Questa concezione libertarian della Rivoluzione americana si concentrava sulla lotta per la protezione della libertà attraverso l'applicazione di vincoli costituzionali inviolabili al potere dello Stato, sostenendo al contempo che la libertà di agire di un individuo dovesse essere soggetta all'approvazione della comunità locale.
R. H. Churchill ha identificato all'interno del movimento due sistemi di credenze distinti:
- Il millenarismo, nell'accezione di credenza apocalittica che include elementi della teoria del complotto del Nuovo Ordine Mondiale;
- Il costituzionalismo, secondo l'interpretazione dei miliziani dei diritti costituzionali.

Churchill afferma che la maggior parte di questi gruppi hanno abbracciato per lo più "un'analisi Whig" dello Stato, ma anche che le tattiche usate dalla due realtà erano diverse. I millenaristi tendevano ad organizzarsi in cellule segrete lontane dalla vita pubblica, mentre i costituzionalisti organizzarono le loro milizie sulla base dell'adesione aperta e della partecipazione alla vita pubblica (ad esempio, tramite incontri pubblici).
Il movimento della milizia contemporaneo, che comprende sia elementi violenti che non, è principalmente organizzato in piccoli gruppi stile-paramilitare che in genere attingono reclute da specifiche località rurali e Stati federati. Alcune milizie sono rami di organizzazioni nazionali più grandi, anche se tali gruppi operano spesso in modo decentralizzato.
Gli estremisti violenti delle milizie (Militia violent extremists, MVE) abbracciano la violenza al servizio di un'ideologia antigovernativa e a volte antiautoritaria. Gli MVE sono solo una parte del movimento delle milizia: gli aderenti al movimento che non possono essere considerati estremisti violenti nutrono simili sospetti nei confronti del governo, ma rifuggono dalla violenza. La classificazione dell'International Centre for Counter-Terrorism (ICCT) divide il movimento nelle seguenti designazioni: (a) Boogaloo; (b) Milizie di frontiera; (c) Milizie contro il suolo pubblico; (d) Milizie razziste; (e) Milizie contro le misure per la salute pubblica; (f) Sovereign Citizens – "Cittadini sovrani".
Le reti di milizie più note sono Three Percenters e Oath Keepers. Queste reti fungono in gran parte da organizzazioni ombrello per gruppi più piccoli; la maggior parte delle milizie hanno una gerarchia di leader e istruttori che apprezzano competenze e background professionali rilevanti, tra cui l'adesione attuale o precedente alle forze dell'ordine o alle forze armate.

#### Tipologie di milizie

##### Milizie di confine
Le milizie di confine si concentrano sulla sorveglianza extragiudiziale della criminalità transfrontaliera, come l'immigrazione clandestina e il narcotraffico, operando illegalmente come una forza di polizia di frontiera parallela alla United States Border Patrol. Come il resto dei miliziani condividono "l'ideale del cittadino-soldato", ma dichiarano di combattere principalmente i cartelli della droga, cercando di ostacolare i contrabbandieri e mettendoli in stato di fermo. Inoltre, affermano di contrastare il terrorismo islamista sostenendo che il blocco degli immigrati impedisce ai terroristi, appoggiati dai cartelli, di attraversare il confine tra Stati Uniti e Messico. Spesso falliscono questo scopo, bloccando le persone solo in base alla profilazione etnica, mentre in altri casi filmati sono stati in grado di fermare alcuni trasportatori di droga. La loro retorica è incentrata sull'idea del fallimento dello Stato, accusando la polizia di frontiera e l'esercito statunitense di collaborare con i cartelli o di non essere in grado di ostacolare le persone portatrici di droga che passano il confine.

### Addestramento
L'addestramento per i miliziani è un elemento di coesione. Questo processo può includere una vasta gamma di attività, che vanno dall'istruzione tattica alla preparazione fisica, passando per l'addestramento al tiro e alle tecniche di sopravvivenza. Ogni milizia sviluppa un proprio programma di formazione, spesso adattato alle specifiche esigenze e obiettivi del gruppo.
Le attività di addestramento dei miliziani possono includere:
1. Tiro a segno: molti miliziani si esercitano regolarmente nel tiro a segno per migliorare la loro precisione e competenza nell'uso delle armi da fuoco;
2. Esercitazioni tattiche: le esercitazioni tattiche comprendono manovre di squadra, tecniche di combattimento ravvicinato e simulazioni di scenari di conflitto. Nel dettaglio, la navigazione terrestre, le abilità di pattugliamento, la discesa in corda doppia, le comunicazioni radio, il linguaggio in codice, come allestire una base operativa avanzata in una situazione ostile e come mantenere posizioni difensive;
3. Addestramento fisico: corsa, esercizi di resistenza e forza, e altre attività che migliorano l'agilità e la resistenza fisica;
4. Tecniche di Sopravvivenza: L'addestramento può anche comprendere tecniche di sopravvivenza in ambiente naturale, come l'orientamento, la costruzione di rifugi, la raccolta di cibo e acqua, e il pronto soccorso.

### Criticità
Una delle principali criticità del movimento della milizia è la possibilità di essere usato come vettore dai gruppi di odio. Ad esempio Pitcavage, cita i precursori del movimento come la Texas Military Reserve (affiliata al Ku Klux Klan) nota per attaccare i membri della comunità vietnamita-americana negli anni '80.

## Legittimità giuridica
Nessuna legge
     Leggi contro milizie/eserciti privati
     Leggi contro l'addestramento paramilitare
     Leggi sia contro le milizie private sia contro l'addestramento paramilitare

Mappa delle leggi anti-paramilitari per Stato federato:
Nessuna legge
Leggi contro milizie/eserciti privati
Leggi contro l'addestramento paramilitare
Leggi sia contro le milizie private sia contro l'addestramento paramilitareFonti: Anti-Defamation League (ADL) e leggi statali; mappa di Mother Jones.

La maggior parte delle milizie si considera legalmente legittima, nonostante il fatto che quarantotto dei cinquanta Stati federati hanno disposizioni costituzionali (si intende a livello statale) che richiedono la subordinazione delle forze armate all'autorità civile, più di ventinove Stati hanno leggi che vietano la formazione di milizie private e, venticinque, hanno leggi statali che proibiscono l'attività paramilitare o l'addestramento di altre persone all'uso delle armi (al fine di promuovere un conflitto civile). I miliziani ignorano queste norme, dato che aderiscono all'interpretazione costituzionale della "teoria insurrezionale" del II emendamento, che descrive il diritto del corpo politico di ribellarsi al governo costituito di fronte alla tirannia. Nella causa Dennis contro gli Stati Uniti del 1951, la Corte Suprema degli Stati Uniti ha però respinto la teoria insurrezionale, affermando che finché il governo prevede libere elezioni e processi con giuria, non è possibile intraprendere una "autodifesa politica".
De facto le milizie possono essere autorizzate ad esistere come gruppi privati de iure (associazioni, aziende, etc.), a patto che operino all'interno della legge, evitando di portare le loro esercitazioni nella sfera pubblica o di pianificare azioni illegali. Oltrepassano il confine della legalità quando si addestrano su proprietà private con l'intenzione di compiere azioni illegali in pubblico. Alcune milizie, come la Golden Triangle Militia in Texas, hanno cercato di essere riconosciute come componenti di riserva delle Forze armate degli Stati Uniti d'America.

## Sostegno politico mainstream

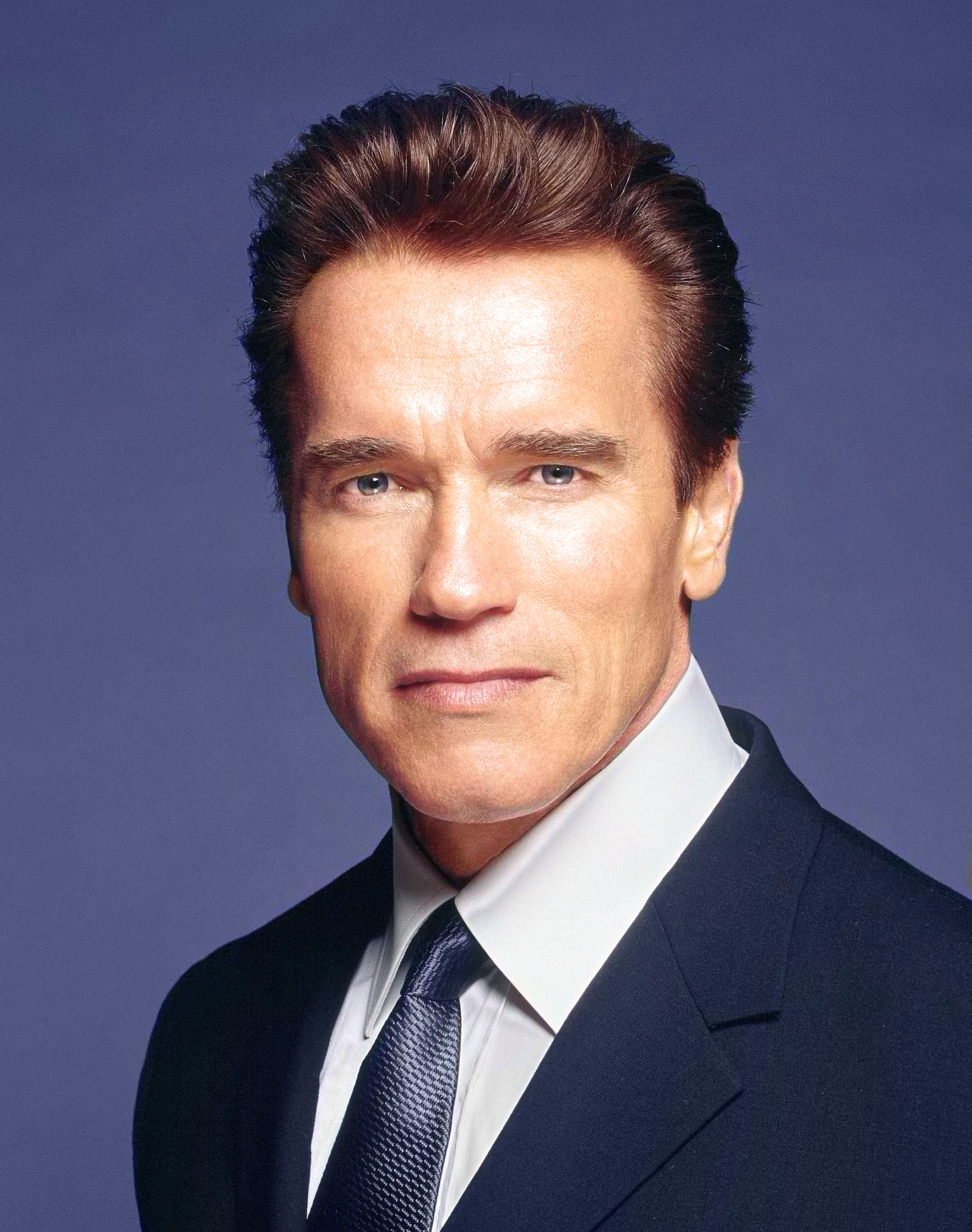
Il 28 aprile 2005, l'allora governatore della California Arnold Schwarzenegger elogiò l'operato delle milizie di confine come il Minuteman Project.

I politici repubblicani hanno da tempo sostenuto l'attività del movimento della milizia. Un esempio di ciò si è verificato durante il governatorato di Arnold Schwarzenegger, quando ha appoggiato i gruppi di vigilantes del Minuteman Project, invitandoli a pattugliare i confini della California. In tempi più recenti, figure come Marjorie Taylor Greene, Matt Gaetz, Paul Gosar e Lauren Boebert hanno mostrato simpatia per le iniziative dei miliziani di confine, appoggiando le loro azioni volte a contrastare l'immigrazione illegale.
Dopo che alla New Mexico Civil Guard (NMCG), una milizia razzista, è stato vietato di operare come unità militare per motivi di sicurezza, alcuni repubblicani del Nuovo Messico hanno organizzato un evento per "onorare la New Mexico Civil Guard per il suo coraggio e le recenti pratiche eroiche di salvataggio". I membri della NMCG hanno sparato ad un uomo durante una protesta per la rimozione della statua del conquistatore spagnolo Juan de Oñate.

## Lista delle organizzazioni paramilitari associate al movimento
Il Southern Poverty Law Center ha identificato 334 gruppi di miliziani al picco del 2011. Nel 2015 ne ha individuati 276, in aumento rispetto ai 202 del 2014, e nel 2022 ne esistono ancora quasi 200, in calo rispetto al 2015.

### Reti nazionali
| Nome del gruppo o della rete | Note | Cfr.   |
| ---------------------------- | --- | ------ |
| Three Percenters (III%)      | D.M. considerato anche un movimento politico-sociale                                                         | [ 71 ] |
| Oath Keepers                 | de iure organizzazione nonprofit in Nevada che adempie a programmi CERT (Community Emergency Response Team). | [ 74 ] |
| Pacific Patriots Network     | | [ 75 ] |
| Minuteman Project            | | [ 76 ] |
| American Contigency          | | [ 77 ] |
| Civilian Defense Force       | | [ 77 ] |
| American Resistance Movement | |        |
| Watchmen of America          | | [ 78 ] |

### Milizie intrastatali
| Nome                                              | Stato                | Note | Cfr.                               |
| ------------------------------------------------- | -------------------- | --- | ---------------------------------- |
| Arizona Border Recon                              | Arizona              | | [ 79 ] [ 80 ] [ 81 ]               |
| Arizona Liberty Guard                             | Arizona              | | [ 82 ]                             |
| Arizona State Militia                             | Arizona              | de iure organizzazione nonprofit che si qualifica in base alle disposizioni del codice tributario 501(c)(3). | [ 84 ]                             |
| Southern Arizona Militia                          | Arizona              | | [ 82 ]                             |
| Arkansas Defense Force                            | Arkansas             | | [ 82 ]                             |
| First State Pathfinders                           | Delaware             | | [ 82 ]                             |
| Indiana Citizens Volunteer Militia                | Indiana              | | [ 82 ]                             |
| Kentucky Mountain Rangers                         | Kentucky             | | [ 82 ]                             |
| Louisiana Volunteer Force                         | Louisiana            | | [ 82 ]                             |
| Maine Militia                                     | Maine                | | [ 82 ]                             |
| Michigan Home Guard                               | Michigan             | | [ 82 ]                             |
| Michigan Militia                                  | Michigan             | | [ 82 ]                             |
| Northwest Lower Michigan Civil Defense            | Michigan             | | [ 82 ]                             |
| Southeast Michigan Volunteer Militia              | Michigan             | | [ 82 ]                             |
| Missouri Brotherhood Militia                      | Missouri             | | [ 82 ]                             |
| Missouri Citizens Militia                         | Missouri             | | [ 82 ] [ 85 ]                      |
| Missouri Militia                                  | Missouri             | | [ 86 ]                             |
| North Country Deplorables                         | New York             | | [ 87 ]                             |
| New York Light Foot Militia                       | New York             | | [ 82 ] [ 88 ]                      |
| New York Militia TM                               | New York             | | [ 82 ]                             |
| New York Mutual Assistance Group                  | New York             | | [ 82 ]                             |
| New Mexico Civil Guard                            | Nuovo Messico        | | [ 89 ] [ 90 ] [ 91 ]               |
| The Last Militia                                  | Ohio                 | | [ 82 ]                             |
| Ohio Irregulars                                   | Ohio                 | | [ 82 ]                             |
| Ohio Valley Minutemen Citizen's Volunteer Militia | Ohio                 | | [ 82 ]                             |
| West Ohio Minutemen                               | Ohio                 | | [ 82 ]                             |
| Appalachian Associators                           | Pennsylvania         | | [ 82 ]                             |
| Iron City Citizen's Response Unit (CRU)           | Pennsylvania         | | [ 82 ] [ 92 ] [ 93 ] [ 94 ] [ 95 ] |
| Pennsylvania Armare Woodsmen                      | Pennsylvania         | | [ 82 ]                             |
| Pennsylvania Light Foot Militia                   | Pennsylvania         | | [ 82 ]                             |
| Pennsylvania State Militia                        | Pennsylvania         | | [ 82 ]                             |
| Rhode Island Patriots                             | Rhode Island         | | [ 82 ]                             |
| Texas State Militia                               | Texas                | | [ 96 ] [ 97 ]                      |
| This Is Texas Freedom Force                       | Texas                | | [ 98 ] [ 99 ]                      |
| Green Mountain Militia                            | Vermont              | | [ 82 ]                             |
| Washington Light Foot Militia                     | Washington           | | [ 100 ]                            |
| West Virginia Light Foot Militia                  | Virginia Occidentale | | [ 82 ]                             |

### Gruppi locali
| Stato                | Nome                                              | Località               |
| -------------------- | ------------------------------------------------- | ---------------------- |
| Alabama              | Alabama Constitutional Militia                    | Clanton                |
| Alabama              | South Alabama Militia                             | Dothan                 |
| Alaska               | Alaska Citizens Militia                           | Nikiski                |
| Arizona              | Arizona Freedom Militia                           | Mohave                 |
| Arizona              | Northern Arizona Militia                          | Golden Valley          |
| Arkansas             | Arkansas State Militia Corps                      | Mansfield              |
| California           | California State Militia                          | Bay Area               |
| California           | California State Militia                          | Northern               |
| California           | California State Militia                          | Contea di Sacramento   |
| California           | California State Militia                          | Southern               |
| Florida              | Florida Militia                                   | Central                |
| Florida              | Florida Militia                                   | Northeast              |
| Florida              | Florida Militia                                   | Northwest              |
| Florida              | Florida Militia                                   | Southern               |
| Idaho                | Idaho Light Foot Militia                          | Contea di Kootenai     |
| Idaho                | Idaho Light Foot Militia                          | Meridian               |
| Illinois             | Illinois Sons of Liberty                          | Chicago                |
| Indiana              | Indiana Citizens Volunteer Militia                | Contea di Lake         |
| Kentucky             | KY County Rangers                                 | Contea di Bath         |
| Maine                | Maine Volunteer Responders                        | Gardiner               |
| Michigan             | Capitol City Militia                              | Contea di Clinton      |
| Michigan             | Genesee County Volunteer Militia                  | Contea di Genesee      |
| Michigan             | Michigan Liberty Militia                          | Contea di Barry        |
| Michigan             | Michigan Peoples' Reactionary Force               | Contea di Genesee      |
| Michigan             | Michigan Wolf Pack                                | Contea di Gratiot      |
| Michigan             | Southeast Michigan Volunteer Militia              | Contea di Lapeer       |
| Michigan             | Southeast Michigan Volunteer Militia              | Macomb County          |
| Michigan             | Southeast Michigan Volunteer Militia              | Contea di Wayne        |
| Mississippi          | Citizens Militia of Mississippi                   | Batesville             |
| Mississippi          | Citizens Militia of Mississippi                   | Contea di Calhoun      |
| Missouri             | 417 Second Amendment Militia                      | Hartville              |
| Missouri             | Missouri Citizens Militia                         | Contea di Washington   |
| Missouri             | Missouri Militia                                  | Joplin                 |
| Missouri             | Missouri Militia                                  | Kansas City            |
| Missouri             | Missouri Militia                                  | Springfield            |
| Missouri             | Missouri Militia                                  | Saint Joseph           |
| New Hampshire        | Patriot Mutual Assistance Group                   | Rindge                 |
| New York             | New York Lightfoot Militia                        | Contea di Delaware     |
| New York             | Liberty State Militia                             | Contea di Chenango     |
| New York             | New York Militia TM                               | Contea di Albany       |
| New York             | New York Militia TM                               | Mohawk Valley          |
| New York             | New York Mutual Assistance Group                  | Contea di Orange       |
| New York             | New York Mutual Assistance Group                  | Contea di Suffolk      |
| Carolina del Nord    | Stokes County Militia                             | King                   |
| Ohio                 | The Frontiersmen                                  | Ravenna                |
| Ohio                 | The Last Militia                                  | Contea di Allen        |
| Ohio                 | The Last Militia                                  | Contea di Butler       |
| Ohio                 | The Last Militia                                  | Contea di Clark        |
| Ohio                 | The Last Militia                                  | Hamilton County        |
| Ohio                 | The Last Militia                                  | Contea di Montgomery   |
| Ohio                 | The Last Militia                                  | Contea di Summit       |
| Ohio                 | The Last Militia                                  | Contea di Trumbull     |
| Ohio                 | North East Ohio Outdoorsman                       | East Rochester         |
| Ohio                 | Ohio Defense Force Home Guard                     | Cincinnati             |
| Ohio                 | Ohio Defense Force Home Guard                     | Cleveland              |
| Ohio                 | Ohio Defense Force Home Guard                     | New Lexington          |
| Ohio                 | Ohio Defense Force Home Guard                     | Zanesville             |
| Ohio                 | Reapers Constitutional Militia of Ohio            | Cortland               |
| Oregon               | Central Oregon Constitutional Guard               | Redmond                |
| Pennsylvania         | Carlisle Light Infantry                           | Cumberland County      |
| Pennsylvania         | Eastern Pennsylvania Regional Militia             | Wyomissing             |
| Pennsylvania         | Iron City Citizen's Response Unit (CRU)           | Allegheny              |
| Pennsylvania         | Pennsylvania Homeland Shield                      | Clarksburg             |
| Pennsylvania         | Pennsylvania Light Foot Militia                   | Contea di Berks        |
| Pennsylvania         | Pennsylvania Light Foot Militia                   | Contea di Bradford     |
| Pennsylvania         | Pennsylvania Light Foot Militia                   | Contea di Juniata      |
| Pennsylvania         | Pennsylvania Light Foot Militia                   | Contea di Luzerne      |
| Pennsylvania         | Pennsylvania Light Foot Militia                   | Contea di Schuylkill   |
| Pennsylvania         | Pennsylvania Light Foot Militia                   | Contea di Tioga        |
| Pennsylvania         | Pennsylvania Light Foot Militia                   | Contea di Westmoreland |
| Carolina del Sud     | South Carolina Light Foot Militia                 | Contea di Horry        |
| Tennessee            | 1ˢᵗ Tennessee Rifles UMIT                         | Lafayette              |
| Tennessee            | East Tennessee Mountain Militia                   | Knoxville              |
| Tennessee            | Tennessee Defence Legion                          | Contea di Chester      |
| Texas                | Alamo Militia                                     | San Antonio            |
| Texas                | Golden Triangle Militia                           | Groves                 |
| Texas                | Golden Triangle Militia                           | Orange                 |
| Texas                | Texas Light Foot Militia                          | Tyler                  |
| Texas                | Texas State Militia                               | Austin                 |
| Texas                | Texas State Militia                               | Big Spring             |
| Texas                | Texas State Militia                               | Houston                |
| Washington           | Washington Light Foot Militia                     | Contea di Spokane      |
| Virginia Occidentale | Ohio Valley Minutemen Citizen's Volunteer Militia | Charleston             |
| Wisconsin            | Kenosha Guard                                     | Kenosha                |

### Gruppi inattivi
Organizzazioni storiche diventate inattive:
| Nome                                                       | Località          | Cfr.            |
| ---------------------------------------------------------- | ----------------- | --------------- |
| 1ˢᵗ Mechanical Kansas Militia                              | Kansas            | [ 106 ]         |
| Citizens for Constitutional Freedom                        | Nuovo Messico     |                 |
| Gadsden Minutemen                                          | Alabama           | [ 107 ]         |
| Kentucky State Militia                                     | Kentucky          | [ 108 ]         |
| Militia of Montana                                         | Montana           | [ 109 ]         |
| Ohio Defense Force                                         | Ohio              | [ 110 ]         |
| North American Militia                                     | Michigan          | [ 111 ] [ 112 ] |
| Pennsylvania Military Reserve                              | Pennsylvania      | [ 113 ] [ 114 ] |
| San Joaquin County Militia                                 | California        | [ 115 ]         |
| Southern California High Desert Militia                    | California        | [ 116 ]         |
| Southern Indiana Regional Militia                          | Indiana           | [ 117 ]         |
| Texas Light Foot Militia                                   | Texas             | [ 118 ]         |
| Cube Earth Armed Defense Force                             | Motley, Minnesota | [ 119 ]         |
| Ohio Unorganized Militia Assistance and Advisory Committee | Ohio              | [ 120 ]         |
| Oklahoma Constitutional Militia                            | Oklahoma          | [ 121 ]         |
| Viper Militia                                              | Arizona           | [ 122 ]         |
| Washington State Militia                                   | Washington        | [ 123 ] [ 124 ] |
| West Virginia Mountaineer Militia                          | Michigan          | [ 125 ]         |
| Wolverine Watchmen                                         | Michigan          | [ 126 ]         |
| Pennsylvania Free Militia                                  | Pennsylvania      |                 |
| United States Militia Association                          | Nazionale         | [ 127 ]         |

## Simbologia

La bandiera di Betsy Ross.*
La bandiera di Gadsden.*

* Per i motivi illustrati di seguito, è necessario usare particolare cautela nella valutazione di questi simboli. Il Dipartimento della Sicurezza Interna degli Stati Uniti informa che i simboli sono utilizzati ampiamente al di fuori delle milizie estremiste violente e la sola presenza di questi simboli non indica necessariamente un'associazione con una milizia estremista violenta.

### Esplicative
1. ↑  Questa designazione dell'ICCT si riferisce alle milizie che erano contro le restrizioni durante la pandemia di COVID-19.
2. ↑  Alcuni ricercatori hanno criticato l'uso del termine "milizia" per descrivere questi gruppi. Tuttavia, questa voce continuerà a usare questo termine per distinguere lo specifico movimento estremista anti-governativo che si è sviluppato dagli assedi di Ruby Ridge e Waco nei primi anni '90 da altre reti paramilitari nazionali; cfr. CSIS
3. ↑  Parte della Milizia del Michigan, ma spesso citato come un gruppo a sé.

### Referenziali
1. 1 2  (EN) Department of Homeland Security, Office of Intelligence and Analysis, (U//LES) DHS Militia Extremist Movement Reference Guide (PDF), 1º agosto 2011,  p. 3.
2. ↑  (EN) Darren Mulloy, American Extremism: History, Politics and the Militia Movement, Taylor & Francis, 2004, ISBN 9780203352069.
3. ↑  (EN) David C. Williams, The mythic meanings of the Second Amendment: taming political violence in a constitutional republic, Yale University Press, 2003,  p. 365, ISBN 0-300-09562-7.
4. ↑  (EN) Three Percenters | ADL, su adl.org. URL consultato il 18 settembre 2023.
«Though the militia movement is not a white supremacist movement, since the early 2000s it has displayed considerable hostility (and occasional violence) towards these two communities.»
5. ↑  (EN) Militia Movement, su Southern Poverty Law Center. URL consultato il 22 maggio 2024.
«Though its antecedent is the Christian Identity-inspired Posse Comitatus, the militia movement is not inherently racist. Since the U.S. Federal government's “War on Terror” effort to respond to the terrorist attack on September 11, 2001 in a manner that was focused on Muslim people and helped spread fear of border security and the prevalence of anti-Muslim and anti-immigrant narratives, the Militia movement has staunchly embraced nativist beliefs under a thin veil of national security.»
6. 1 2  Jackson, pp. 195-196.
7. 1 2 3  (EN) The Militia Movement (2020) | ADL, su adl.org. URL consultato il 18 settembre 2023.
8. ↑  Jackson, pp. 190-191.
9. 1 2  Jackson, p. 191.
10. 1 2 3  (EN) Militia movement | Definition, History, & Facts | Britannica, su britannica.com. URL consultato il 27 febbraio 2023.
11. ↑  Wood, p. XI.
12. ↑  Ciment, p. 1155.
13. ↑  (EN) Everett R. Holles Special to The New York Times, A.C.L.U. Says F.B.I. Funded ‘Army’ To Terrorize Young War Dissidents, in The New York Times, 27 giugno 1975. URL consultato il 27 febbraio 2023.
14. ↑  (EN) Secret Army Organization (SAO), in TRAC. URL consultato il 27 febbraio 2023.
15. ↑  Ness et al., pp. 1439-1440.
16. ↑  (EN) Mark Pitcavage, Camouflage and Conspiracy: The Militia Movement From Ruby Ridge to Y2K, in American Behavioral Scientist, vol. 44, n. 6, 2001-02,  pp. 957-981, DOI:10.1177/00027640121956610. URL consultato il 27 febbraio 2023.
17. ↑  Pitcavage, pp. 957-981.
18. ↑  Chermak, p. 29.
19. 1 2 3  Churchill, Introduction.
20. ↑  Drew, p. 3.
21. ↑  (EN) Gary Ridley, Michigan Militia still active 20 years after Oklahoma City bombing, su mlive, 20 aprile 2015. URL consultato il 25 febbraio 2023.
22. ↑  (EN) Washington Bureau, Feisty Militia Members Lecture Senate Committee, su Chicago Tribune, 16 giugno 1995. URL consultato il 18 maggio 2024.
23. ↑   United States v. Timothy Emerson, Potowmack Institute, amicus curiae, Appendix B, su potowmack.org, 9 maggio 2008. URL consultato il 18 maggio 2024 (archiviato dall'url originale il 9 maggio 2008).
24. ↑  Churchill, p. 266.
25. 1 2  Churchill, pp. 267-268.
26. ↑  Durham 2007, p. 61.
27. ↑  Chermak, pp. 6-7.
28. ↑  Pitcavage 2001, p. 967.
29. ↑  Churchill, p. 268.
30. ↑  Durham 2000, p. 74.
31. ↑  Hamilton, pp. 34-35.
32. ↑  Johnson, pp. 62-63.
33. ↑  Johnson, p. 62.
34. ↑   Extremism in America: Militia of Montana, su adl.org, 14 febbraio 2011. URL consultato il 18 maggio 2024 (archiviato dall'url originale il 14 febbraio 2011).
35. 1 2  Hamilton, p. 37.
36. ↑  Hamilton, pp. 36-37.
37. ↑   North American Militia | Bureau of Alcohol, Tobacco, Firearms and Explosives, su atf.gov. URL consultato il 22 maggio 2024.
38. ↑  Ness et al., p. 1444.
39. ↑  Jackson, pp. 196-197.
40. ↑  Jackson, p. 190.
41. ↑  Jackson, p. 203.
42. ↑  Jackson, p. 205.
43. ↑  (EN) Cheyna Roth, Jake Neher, "Militias," "Domestic Terrorism," and Why The Language We Use Is Important, su WDET 101.9 FM, 19 ottobre 2020. URL consultato il 22 maggio 2024.
44. ↑  (EN) Samantha Putterman, How the Oath Keepers militia planned for Jan. 6, su Politifact. URL consultato il 22 maggio 2024.
45. ↑  Ciment, p. 1159.
46. ↑  (EN) Minnesota militia group says they're ready for 'civil war', su FOX 9 Minneapolis-St. Paul, 10 novembre 2017. URL consultato il 22 maggio 2024.
47. ↑  Churchill, p. 265.
48. ↑  (EN) Daveed Gartenstein-Ross, Colin P. Clarke e Samuel Hodgson, Militia Violent Extremists in the United States: Understanding the Evolution of the Threat (PDF), International Centre for Counter-Terrorism (ICCT), 20 maggio 2022,  p. 4. URL consultato il 14 settembre 2022 (archiviato dall'url originale il 30 maggio 2022).
49. ↑  (EN) Daveed Gartenstein-Ross, Colin P. Clarke e Samuel Hodgson, Militia Violent Extremists in the United States: Understanding the Evolution of the Threat (PDF), International Centre for Counter-Terrorism (ICCT), 20 maggio 2022,  pp. 6-8. URL consultato il 14 settembre 2022 (archiviato dall'url originale il 30 maggio 2022).
50. ↑  (EN) Examining Extremism: The Militia Movement, su csis.org. URL consultato il 14 settembre 2022.
51. ↑  Parsons, pp. 114-115.
52. ↑  (EN) ABC News, Out on patrol with heavily armed civilian vigilantes on Arizona's border with Mexico, su ABC News. URL consultato il 22 maggio 2024.
53. ↑  Parsons, p. 100.
54. ↑  Parsons, pp. 40-41.
55. ↑  Parsons, pp. 108-112.
56. ↑  (EN) Shane Bauer, I went undercover with a militia on the US-Mexico border. Here’s what I saw., su Mother Jones. URL consultato il 20 maggio 2024.
57. ↑  Churchill, p. 13.
58. ↑  Freilich, p. 2.
59. ↑  Pitcavage 2001, p. 959.
60. ↑  (EN) Sara Rathod, Why the law turns a blind eye to right-wing militias, su Mother Jones. URL consultato il 25 febbraio 2023.
61. ↑  (EN) Rachael Levy, What Are Militias and Are They Legal?, su WSJ. URL consultato il 25 febbraio 2023.
62. ↑  Dunlap, pp. 643-644.
63. ↑  Hardway.
64. ↑  (EN) Miles Kohrman, Are Militias Legal?, su The Trace, 18 aprile 2022. URL consultato il 20 maggio 2024.
65. ↑  (EN) Dawn Burleigh, Resolution recognizing militia group tabled by court, su Orange Leader, 21 maggio 2015. URL consultato il 22 maggio 2024.
66. 1 2  (EN) Carla Marinucci, Mark Martin, Governor endorses Minutemen on border / He parts with Bush on armed volunteers stopping illegal immigrants in Arizona, in SFGATE. URL consultato il 22 maggio 2024.
67. ↑   Judge bans New Mexico militia blamed for protest violence, su reuters.com.
68. ↑  (EN) Charles R. Davis, New Mexico Republicans to pay 'special tribute' to militia founded by neo-Confederate, alongside Cowboys for Trump leader who said Black athletes should 'go back to Africa', su Business Insider. URL consultato il 22 maggio 2024.
69. ↑  (EN) Who are the New Mexico Civil Guard, the militia group at center of Albuquerque shooting during protests?, su https://meaww.com, 16 giugno 2020. URL consultato il 22 maggio 2024.
70. ↑  (EN) Antigovernment militia groups grew by more than one-third in last year, su Southern Poverty Law Center. URL consultato il 14 settembre 2022.
71. ↑  (EN) Profile on the Right: Three Percenters, su Political Research Associates. URL consultato il 14 settembre 2022.
72. ↑   Oath Keepers, su opencorporates.com. URL consultato il 20 aprile 2024.
73. ↑  (EN) Oath Keepers | ADL, su adl.org. URL consultato il 26 febbraio 2023.
«Community Preparedness Teams (CPT) and Post-Disaster Response»
74. ↑  (EN) Oath Keepers militia will attend Portland 'free speech' rally, says leader, su the Guardian, 4 giugno 2017. URL consultato il 14 settembre 2022.
75. ↑  (EN) New Armed Group Enters Harney County, Meets With Sheriff, su opb. URL consultato il 19 maggio 2024.
76. ↑  (EN) What border vigilantes taught US right-wing armed groups, su Brookings. URL consultato il 19 maggio 2024.
77. 1 2  Limes, Mappa tra le pp. 16-17.
78. ↑  Prouty, pp. 67-68.
79. ↑  (EN) Antonia Noori Farzan, He was kicked out of a border militia. Then the FBI found a gun 'factory' in his home., in Washington Post, 30 agosto 2019. URL consultato il 7 novembre 2019.
80. ↑  (EN) Fernanda Santos, At the Southern Border, a Do-It-Yourself Tack on Security, in The New York Times, 21 dicembre 2016. URL consultato il 7 novembre 2019.
81. ↑   Tim Gaynor, Desert Hawks: Paramilitary veterans group stakes out US-Mexico borderlands, in Al Jazeera, 26 ottobre 2014.
82. 1 2 3 4 5 6 7 8 9 10 11 12 13 14 15 16 17 18 19 20 21 22 23 24 25 26 27 28 29 30  (EN) Susy Buchanan (a cura di), Active Antigovernment Groups in the United States (2018) (PDF), in Intelligence Report, n. 166, Southern Poverty Law Center, Spring 2019,  pp. 56-61. URL consultato il 2 marzo 2020.
83. ↑   Arizona State Militia, su opencorporates.com. URL consultato il 26 febbraio 2023.
84. ↑  (EN) Armed citizens patrol the Arizona-Mexico border, in PBS NewsHour, 4 febbraio 2017.
85. ↑   Max Londberg, Guns, rights and the Missouri Citizen Militia, su demo-mo.com, 7 agosto 2015. URL consultato il 15 maggio 2015.
86. ↑  (EN) John Saltzman, Missing Fulton man triggers search party, in KOMU.com, Fulton, University of Missouri, 23 aprile 2017. URL consultato il 7 novembre 2019 (archiviato dall'url originale il 7 novembre 2019).
87. ↑  (EN) Karen Thomasli, In-fighting and threats splinter pro-Trump groups, in NBC New York, 21 settembre 2017. URL consultato il 7 ottobre 2019.
88. ↑  (EN) Sarah Wallace, NY Militia Gives Inside Look at its Operation, in NBC New York, 21 settembre 2017. URL consultato il 7 novembre 2019.
89. ↑   NM Civil Guard is marching forward, despite calls to stand down - Albuquerque Journal, su abqjournal.com. URL consultato l'11 settembre 2022.
90. ↑  (EN) Bryce Provance New Mexico Civil Guard deposition, su KRQE NEWS 13 - Breaking News, Albuquerque News, New Mexico News, Weather, and Videos. URL consultato l'11 settembre 2022.
91. ↑  (EN) New Mexico Civil Guard speaks out, governor and mayor condemn group, su KRQE NEWS 13 - Breaking News, Albuquerque News, New Mexico News, Weather, and Videos, 17 giugno 2020. URL consultato l'11 settembre 2022.
92. ↑  (EN) John Paul, Ambridge Business Called in Private Militia to "Stand Guard" During Protest, in BeaverCountian, 1º giugno 2020. URL consultato il 12 giugno 2021.
93. ↑  (EN) John Shumway, 'I Want To Go To Work': Protesters Against Stay-At-Home Order Rally Outside City-County Building In Downtown Pittsburgh, in KDKA News, Pittsburgh, 20 aprile 2020. URL consultato il 12 giugno 2021.
94. ↑  (EN) Hundreds Gather For Pro-Gun Rally Outside Pennsylvania Capitol, Associated Press, 7 giugno 2021. URL consultato il 12 giugno 2021.
95. ↑  (EN) Lauren Lee, Sewickley councilman rapped over photo with armed protesters, in NBC New York, 24 aprile 2020. URL consultato il 12 giugno 2021.
96. ↑  (EN) Jacqueline Arias, Abbott's campaign stop in McAllen brings protests over SB 4, in Rio Grande Guardian, McAllen, Rio Grande Valley, 16 luglio 2017. URL consultato il 2 marzo 2020.
97. ↑  (EN) Alex Yablon, Right-Wing Militias Are Now Actively Supporting Some State and Local Pro-Trump Politicians, in The Trace, 7 agosto 2017. URL consultato il 2 marzo 2020.
98. ↑  (EN) Dominic Walsh, The FBI Calls It An 'Extremist Militia.' What Exactly Is 'This Is Texas Freedom Force?', in Texas Public Radio, Dallas, Texas, 31 gennaio 2021. URL consultato il 14 dicembre 2022.
99. ↑  (EN) Amanda Henderson, Protesters and counter protesters make their voices heard outside drag event at the Aztec, in News 4 San Antonio, San Antonio, Texas, 14 dicembre 2022. URL consultato il 14 dicembre 2022.
100. ↑  (EN) Tay Wiles, Meet your local anti-government extremist groups, in High Country News, 27 settembre 2017. URL consultato il 7 novembre 2019.
101. ↑   Federal agents arrest two Missouri militia members traveling to Kenosha with weapons, in 13 KRCG. URL consultato il 1º marzo 2020.
102. ↑   Sarah Wallace, I-Team Gets Rare Access to Compounds of Private Militia, 23 febbraio 2017.
103. ↑   Joanna Walters, Militia leaders who descended on Charlottesville condemn 'rightwing lunatics', su The Guardian, 15 agosto 2017.
104. ↑   Sarah Wallace, I-Team: New York Militia Gives Inside Look at its Operation During D.C. Demonstrations, 22 settembre 2017.
105. ↑   Armed white men patrolling Kenosha protests organized on Facebook, su TheGuardian.com, 28 settembre 2020.
106. ↑   1st Mechanical Kansas Militia, in Terrorism Research & Analysis Consortium. URL consultato il 20 ottobre 2020.
107. ↑   MILITIA MEMBERS SAY THEY SPREAD WORD ON ROUNDUP', in The Washington Post. URL consultato il 4 aprile 2021.
108. ↑   Kentucky State Militia, in TRAC Terrorism. URL consultato il 2 marzo 2020.
109. ↑   Richard M. Medina, Emily Nicolosi, Simon Brewer e Andrew M. Linke, Geographies of Organized Hate in America: A Regional Analysis, in Annals of the American Association of Geographers, vol. 108, n. 4, 4 luglio 2018,  p. 1011, Bibcode:2018AAAG..108.1006M, DOI:10.1080/24694452.2017.1411247, ISSN 2469-4452 (WC · ACNP).
110. ↑  (EN) Barton Gellman, The Secret World of Extreme Militias, in Time, 30 settembre 2010. URL consultato il 22 maggio 2024.
111. ↑   North American Militia, in Bureau of Alcohol, Tobacco, Firearms and Explosives. URL consultato il 22 dicembre 2021.
112. ↑   North American Militia (NAM) / Michigan Militia Wolverines, in Terrorism Research & Analysis Consortium. URL consultato il 2 ottobre 2021.
113. ↑  (EN) William V. Bartleson, Militia, su Encyclopedia of Greater Philadelphia, Rutgers University, 2017. URL consultato il 7 novembre 2019.
«During the late twentieth century, small bands of civilians... formed private militias groups... often ultraconservative and anti-government... Running the gamut from loosely knit social clubs to highly organized units such as the Pennsylvania Military Reserve...»
114. ↑  (EN) Three to join Great Valley Wall of Fame, in Daily Local News, 25 ottobre 2012. URL consultato il 7 novembre 2019 (archiviato dall'url originale il 7 novembre 2019).
115. ↑   S.J. militia surfaces in bomb plot, in Record.net. URL consultato il 3 maggio 2022.
116. ↑   Southern California High Desert Militia, in Terrorism Research & Analysis Consortium. URL consultato il 26 giugno 2021.
117. ↑   Southern Indiana Regional Militia (SIRM), in Terrorism Research & Analysis Consortium. URL consultato il 21 gennaio 2020.
118. ↑   Doug Brannson, Texas Town Has Citizen Militia Standing Guard at Recruiters Office, in KQBR, Townsquare Media, Inc., 22 luglio 2015. URL consultato il 14 gennaio 2016.
119. ↑   Twin Cities Free Militia, in Terrorism Research & Analysis Consortium. URL consultato il 27 agosto 2021.
120. ↑   Ohio Unorganized Militia Assistance and Advisory Committee, in Terrorism Research & Analysis Consortium. URL consultato il 28 febbraio 2020.
121. ↑   Oklahoma Constitutional Militia, in Terrorism Research & Analysis Consortium. URL consultato il 21 gennaio 2020.
122. ↑   Arizona Viper Militia, in Terrorism Research & Analysis Consortium. URL consultato il 18 aprile 2021.
123. ↑   Washington State Militia, in Terrorism Research & Aalysis Consortium. URL consultato il 24 giugno 2021.
124. ↑   3 state militia members to remain in Seattle jail, in Kitsap Sun. URL consultato il 27 agosto 2021 (archiviato dall'url originale il 27 agosto 2021).
125. ↑  (EN) David Johnston, 7 in Paramilitary Group Arrested in West Virginia, in The New York Times, 12 ottobre 1996. URL consultato il 2 marzo 2020.
126. ↑   Christine Ferretti e Robert Snell, Men detonated explosive, used encrypted messages in Whitmer kidnap plot, feds say, in The Detroit News, 8 ottobre 2020. URL consultato l'8 ottobre 2020.
127. ↑  Hamilton, pp. 37-38.

### Libri
- (EN) Robert H. Churchill, To Shake Their Guns in the Tyrants Face: Libertarian Political Violence and the Origins of the Militia Movement, University of Michigan Press, 2009, DOI:10.3998/mpub.327258.
- (EN) Robert Hardway, The Inconvenient Militia Clause of the Second Amendment: Why the Supreme Court Declines to Resolve the Debate over the Right to Bear Arms, vol. 16, n. 41, 2002.
- (EN) Charles J. Dunlap Jr., Revolt of the Masses: Armed Civilians and the Insurrectionary Theory of the Second Amendment, in Tennessee Law Review, vol. 62, 1995.
- (EN) Martin Durham, White Rage: The Extreme Right and American Politics, Taylor & Francis, 13 novembre 2007, ISBN 9781134231812.
- (EN) John A. Wood, The Panthers and the Militias – Brothers Under the Skin?, University Press of America, 2002, ISBN 9780761822486.
- (EN) Steven M. Chermak, Searching for a Demon: The Media Construction of the Militia Movement, Boston, Northeastern University Press, ISBN 1-55553-542-9.
- (EN) Sam Jackson, Fantasies of Violence in the Patriot/Militia Movement in the United States, in Barbara Perry, Jeff Gruenewald e Ryan Scrivens (a cura di), Right-Wing Extremism in Canada and the United States, collana Palgrave Hate Studies, Palgrave Macmillan, DOI:10.1007/978-3-030-99804-2, ISBN 978-3-030-99803-5.
- (EN) Martin Durham, The Christian Right, the Far Right and the Boundaries of American Conservatism, New York, Manchester University Press, 2000, ISBN 0-7190-5485-0.
- (EN) S. Nelson Drew, The Militia Movement in the United States: Hearing Before the Committee on the Judiciary, U. S. Senate, a cura di Arlen Specter, Washington, U.S. Government Printing Office, 1997  [15 giugno 1995], ISBN 0-16-054269-3.
- (EN) Daryl Johnson, Right-Wing Resurgence: How a Domestic Terrorist Threat is Being Ignored, New York, Rowman & Littlefield Publishers, 14 settembre 2012, ISBN 978-1-4422-1897-0.
- (EN) Immanuel Ness, Militia movement, in Immanuel Ness, Stephen Eric Bronner e Frances Fox Piven (a cura di), Encyclopedia of American Social Movements, vol. 1-4, New York, Routledge, 2015  [2004], ISBN 9780765680457.
- (EN) James Ciment, Militia Movement, in Social Issues In America: An Encyclopedia, Routledge, 2015  [2006], ISBN 9781317459712.
- (EN) Neil A. Hamilton, Militias in America: A Reference Handbook, collana Contemporary World Issues, ABC-CLIO, 1996, ISBN 0-87436-859-6.
- (EN) John Richard Parsons, Patrolling The Homeland: Volunteer Border Militias and the Power of Moral Assemblages, New York, Routledge, DOI:10.4324/9781003359814, ISBN 978-1-032-41808-7, LCCN 2022035826.
- (EN) Joshua D. Freilich, American Militias State-Level Variations in Militia Activities, a cura di Marilyn McShane e Frank P. Williams III, collana Criminal Justice Recent Scholarship, New York, LFB Scholarly Publishing, 2003, ISBN 1-931202-53-2, LCCN 2003000403.

### Pubblicazioni
- (EN) Mark Pitcavage, Camouflage and Conspiracy: The Militia Movement From Ruby Ridge to Y2K, in American Behavioral Scientist, vol. 44, n. 6, febbraio 2001, DOI:10.1177/00027640121956610, ISSN 0002-7642 (WC · ACNP).
- (EN) James Prouty, Sovereign Citizens, Militias - Criminality and Terrorism Nexus, Beacham Publishing's TRAC.
- Dario Fabbri e Lorenzo Di Muro, L'impero nella tempesta, in Limes, n. 1, GEDI Gruppo Editoriale, 2021, ISSN 2465-1494 (WC · ACNP).